# Подвысокое (Ровненская область)
Подвысокое (укр. Підвисоке) — село в Козинской сельской общине Дубенского района Ровненской области Украины.
До 2020 года входило в Радивиловский район.

## Физико-географическая характеристика
Высота селения над уровнем моря — 265 метров.

## История
Датой основания села считается 1882 год. На 1906 год хутор Подвысокое входил в Теслуговскую волость Дубенского уезда Волынской губернии. 25 февраля 1944 года в ходе боя с нацистами погиб один из командиров УПА Сильвестр Затовканюк. По состоянию на 1973 года село входило в состав Добриводского сельского совета (центр — село Добривода) Червоноармейского района Ровненской области.
С 28 августа 2016 года Подвысокое входит в состав Козинской общины.

## Население
В 1906 году в хуторе имелся один двор и 6 жителей. На 1989 год в селе Подвысокое проживало 90 человек постоянного населения (39 мужчин и 51 женщина). В 2001 году по переписи населения в селе Подвысокое проживало 79 человек, 100 % из которых родным языком указали украинский.

## Инфраструктура
В селе действует фельдшерско-акушерский пункт.